# Achryson
Achryson (лат.) — род жуков-усачей из подсемейства настоящих усачей (Cerambycinae). Распространён в Неотропике и Неарктике.

## Описание
Длина тела 1—2 см. Скапус примерно вдвое длиннее антенномера III, надкрылья в целом, с короткими волосками и, как правило, не очень блестящим внешним видом. Базальные антенномеры линейные; стороны проторакса округлые. Род был впервые описан в 1883 году.

## Классификация
- Achryson chacoense Di Iorio, 2003
- Achryson foersteri Bosq, 1953
- Achryson immaculipenne Gounelle, 1909
- Achryson jolyi Monne, 2006
- Achryson lineolatum Erichson, 1847
- Achryson lutarium Burmeister, 1865
- Achryson maculatum Burmeister, 1865
- Achryson maculipenne (Lacordaire, 1869)
- Achryson meridionale Martins, 1976
- Achryson peracchii Martins, 1976
- Achryson philippii Germain, 1897
- Achryson pictum Bates, 1870
- Achryson quadrimaculatum (Fabricius, 1792)
- Achryson surinamum (Linnaeus, 1767)
- Achryson undulatum Burmeister, 1865
- Achryson unicolor Bruch, 1908
- Achryson uniforme Martins & Monné, 1975